# N6-Carbamoylmethyladenin
N6-Carbamoylmethyladenin ist eine heterocyclische organische Verbindung mit einem Puringrundgerüst. Es ist ein Derivat der Nukleinbase Adenin, welches an der Aminogruppe die Carbamoylgruppe trägt. Es wurde 1975 in den Bakteriophagen Mu und Lambda-Mu beschrieben.